# Cerfeuil de Villars
Chaerophyllum villarsii
Pour les articles homonymes, voir Cerfeuil (homonymie).
Espèce
Le Cerfeuil de Villars (Chaerophyllum villarsii) est une espèce de plantes à fleurs de la famille des Apiacées. C'est une plante herbacée vivace trouvée en Europe, du nord de l'Espagne jusqu'en Albanie (en passant pas la France et la Suisse).